# Acronicta chionochroa
Acronicta chionochroa är en fjärilsart som beskrevs av George Francis Hampson 1909. Acronicta chionochroa ingår i släktet Acronicta och familjen nattflyn. Inga underarter finns listade i Catalogue of Life.